# Oblężenie Montauban
Oblężenie Montauban – oblężenie prowadzone od sierpnia do listopada 1621 r. przez młodego króla Francji Ludwika XIII przeciwko bastionowi Hugenotów miastu Montauban. Oblężenie to było poprzedzone przez Oblężenie Saint-Jean-d’Angély, zakończone sukcesem rojalistów. Mimo dużej liczby walczących pod jego rozkazami ludzi (25 000) Ludwik XIII nie był w stanie zdobyć miasta. Oblężenie zostało zakończone po przeszło dwóch miesiącach, a wojna przeniosła się do kolejnego centrum ruchu hugenockiego – Montpellier i zakończyła podpisaniem tamże pokoju w Montpellier.